# Робърт Костанцо
Робърт Джейсън Костанцо (на английски: Robert Jason Costanzo; роден на 20 октомври 1942 г.) е американски актьор и озвучаващ артист. По-известен е с ролята си на детектив Харви Бълок в „Батман: Анимационният сериал“.

## Избрана филмография
- „Имало едно време в Бруклин“ (2013)
- „Приключенията на Джуди Муди“ (2011)
- „Фаворитът 3“ (2010)
- „Диджеят“ (2005)
- „Алекс и Ема“ (2003)
- „Батман и Мистър Фрийз: Под нулата“ (1998)
- „Забрави Париж“ (1995)
- „Батман: Маската на Фантома“ (1993)
- „The Cemetery Club“ (1993)
- „Умирай трудно 2“ (1990)
- „Дик Трейси“ (1990)
- „Зов за завръщане“ (1990)
- „Треска в събота вечер“ (1977)
- „Момиче за сбогом“ (1977)
- „Кучешки следобед“ (1975)